# Луканка

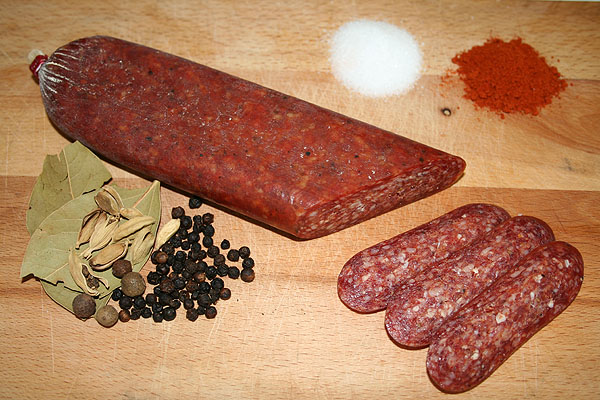

Лука́нка (болг. Луканка) — сыровяленое колбасное изделие традиционной болгарской кухни. Часто отождествляется с суджуком, однако в составе последнего традиционно преобладает конина, а в луканке — свинина. Кроме того, в ней используется значительно большее количество специй. Национальное блюдо неоднократно было представлено на международных конкурсах. Наибольший успех был достигнут в 1933 году на выставке в городе Бари (Италия), где так называемая Смядовска луканка завоевала золотую медаль. Этот продукт регулярно поставлялся ко столу царя Бориса III. До сих пор в некоторых регионах Болгарии сохраняется традиция: при наступлении восемнадцатилетия юноше подносят бокал Шуменского пива и нарезку луканки, как символ вступления во взрослую жизнь. В 2014 году Европейская комиссия зарегистрировала за луканкой из Панагюриште статус TSG (Гарантия традиционности производства).

## Исторические сведения
Название колбасы основано на одной из важных в её рецептуре составляющих — луке. В XIX веке в Болгарии в колбаски из баранины добавляли чеснок, а в свиные — лук. Готовые продукты получили в народе соответствующие названия — «чеснки» и «луканки». Некоторые источники связывают происхождения названия с регионом Лукания на юге Италии, где ещё в I веке якобы существовала поварская книга Марка Гавия Апиция, в которой сыровяленому мясу был посвящён целый раздел.
Первые сведения о вялении мяса в Болгарии относятся ещё к VII веку. При отсутствии иных способов его заготовки и хранения, производились два основных сыровяленых продукта: из рубленного (суджук, луканка) и кускового мяса (пастрома). В Болгарии, находившейся с конца XIV века до конца XIX века под властью Османской империи, крупным потребителем сушеных продуктов была турецкая армия. Военная администрация стимулировала открытие скотобоен в Софии, Варне, Бургасе, Плевене, Габрове, Горной Оряховице и в других городах. При них открывались плавильни жира, колбасные и кожемятные цеха. Первоначально колбаса изготавливалась из баранины, реже — из говядины, что было обусловлено религиозными ограничениями турецкого населения. Существует легенда, что в Шумене, городе на востоке страны, насильственный отъём у болгарских крестьян готовой колбасы достиг таких пределов, что они начали добавлять в фарш свинину, мусульманами в пищу не употребляемую. Тем самым они не только защитили свою снедь от османских солдат, но и обнаружили, что использование в рецептуре мяса восточно-балканской породы свиней даёт великолепный результат. В 1621 году польский поэт Самуил Твардовский, направляясь в составе дипломатической миссии в Турцию, в своих дневниках оставил такую запись о посещении Шумена: «Здесь замечательная свинина, они <болгарские крестьяне> делают колбасу, подобную нашей». Известно несколько регионов традиционного производства луканки, различающихся условиями высушивания готовой продукции, главным образом, микроклиматом: Смядово, Панагюриште, Велико-Тырново, Копривштица, Карловско. Последний населённый пункт имеет запатентованное название своего бренда — Карловска луканка.

## Состав и производство
Традиционно луканка готовится из смеси свинины и говядины (реже — телятины), а также специй: чёрного перца, тмина, соли. Фарш формуется в бычьи кишки. В промышленном производстве сейчас используется и искусственная оболочка. Сушка и созревание сырокопченых колбас длится от 20 до 60 дней в помещениях со строго контролируемой температурой и влажностью воздуха. В процессе сушки колбасы подвергаются сдавливанию (с целью придания батону характерной формы) от 2 до 5 раз, первое сжатие осуществляется спустя неделю после начала процесса сушки. Готовый продукт имеет красно-коричневый цвет и снаружи равномерно покрыт белой благородной плесенью. Внутри имеет мозаичную структуру, чередующую мелкие части беконной свинины и говядины.
Один из старейших и наиболее уважаемых регионов, производящих луканку — Смядово. Особенностью их рецептуры является использование мяса из балканских пород свиней, добавлением кардамона и чеснока, которые и определяют характерный вкус. Состав: 35 % телятины, 45 % свинины восточно-балканской породы, 25 % жирной свиной грудинки. Оставшиеся 5 процентов включают в себя соль, чёрный перец, чеснок, кардамон, сахар, пищевую селитру. Сушка продолжается 58 дней.
Панагюриште — другой чрезвычайно популярный производитель. Эта колбаса является одной из немногих, в которой свинины меньше телятины: 40 % к 60 %. Достаточно обильно добавляется тмин и чёрный перец. Карловската луканка, производители которой добились права осуществлять и контролировать производство продукта только в своём регионе, содержит 70 % свинины и 30 % говядины. Из пряностей характерны тмин, чёрный перец и паприка.